# Sèmèrè II
Sèmèrè II est l'un des six arrondissements de la commune de Ouaké dans le département de la Donga au Bénin.

## Géographie
Sèmèrè II est situé au centre-ouest du Bénin et compte 7 villages que sont Awotobi, Gao, Gnangbakabia, Kangnifele, Kpakpalare, N'djakada et Troucare.

## Démographie
Selon le recensement de la population de 2013 conduit par l'Institut national de la statistique et de l'analyse économique (INSAE), Sèmèrè II compte 16 858 habitants.